# Antonio Colino
Antonio Colino López (Madrid, 3 de julio de 1914-ibíd., 7 de marzo de 2008) fue un ingeniero español, académico de la Real Academia Española.

## Biografía
Doctor en ingeniería industrial, número uno de su promoción y Premio Extraordinario, fue profesor de la Escuela Técnica Superior de Ingenieros Industriales de Madrid. Miembro de la Real Academia de Ciencias Exactas, Físicas y Naturales, fundador, director y vicepresidente de la Junta de Energía Nuclear, Presidente del Centro de Investigaciones Físicas «Leonardo Torres Quevedo» y director general de la empresa Marconi. Considerado como uno de los pioneros de la energía nuclear en España.
Ingresó en la Real Academia Española en 1972, ocupando el sillón g minúscula, y fue Presidente de la Comisión de Vocabulario Científico y Técnico. A su muerte, después de Martín de Riquer, era el académico más antiguo de la RAE.